# گویش‌شناسی
گویش‌شناسی یکی از شاخه‌های علم زبان‌شناسی است که به بررسی و توصیف گویش‌ها می‌پردازد. گویش‌شناسی از زیرشاخه‌های زبان‌شناسی اجتماعی به‌شمار می‌آید.
گویش‌شناسان می‌کوشند گسترهٔ جغرافیایی و ویژگی‌های زبان‌شناختی هر گویش از یک زبان را بیابند و توصیف کنند.